# شرکت پخش
پخش مویرگی(capillary distribution) این بدین معناست که تولیدکنندگان می‌توانند محصولات خود را به‌طور مستقیم و بدون واسطه به مصرف‌کنندگان نهایی برسانند. این روش به‌ویژه برای کالاهایی که مصرف سریع و پیوسته دارند، مانند مواد غذایی و محصولات بهداشتی و آرایشی، بسیار مناسب است. با استفاده از پخش مویرگی، تولیدکنندگان قادرند دامنه بازار خود را گسترش دهند و هزینه‌های مرتبط با توزیع را کاهش دهند. در این شیوه، ممکن است همکاری‌هایی با عمده‌فروشان، خرده‌فروشان و توزیع‌کنندگان انجام شود و با بهره‌گیری از وسایل نقلیه متنوع مانند خودرو، کامیون، موتورسیکلت و همچنین اینترنت، محصولات به دست مصرف‌کنندگان نهایی برسد.

به طور کلی کانال‌های توزیع می‌توانند دو نوع مستقیم یا غیر مستقیم داشته باشند که در حالت مستقیم کالا بدون واسطه از تولیدکننده به دست مصرف‌کننده می‌رسد (مثلاً در فروش اینترنتی). ولی در حالت غیر مستقیم، کانال می‌تواند از اجزای مختلفی مانند عمده فروش‌ها، توزیع کننده‌ها، فروشگاه های زنجیره ای و عامل‌ها یا خرده فروش‌ها تشکیل شده باشد. هر واسط کالا را از واسط قبلی با قیمت مشخصی دریافت می‌کند و با قیمت بیشتری به واسط بعدی می‌فروشد تا این که نهایتاً به دست مصرف‌کننده نهایی می‌رسد.
در مفهوم کلی ، "پخش مویرگی" به سیستم و روندی اشاره دارد که تولیدکنندگان کالاها یا خدمات را به مشتریان نهایی ارائه می‌دهند. این شبکه شامل تمامی مراحل از تولید و حمل و نقل تا فروش و توزیع نهایی محصول می‌شود. این پروسه ممکن است شامل عوامل مختلفی مانند توزیع کنندگان عمده فروشی، خرده فروشان، فروشگاه‌های زنجیره‌ای، فروش آنلاین و یا شبکه‌های فروش مستقیم باشد. هدف اصلی از پخش مویرگی ایجاد و مدیریت یک فرآیند کارآمد و موثر برای رساندن محصولات به مشتریان در زمان و مکان مناسب است، که این بهینه‌سازی می‌تواند به افزایش فروش، کاهش هزینه‌ها و ارتقای رضایت مشتریان کمک کند.

## جریان‌های توزیع
در یک کانال توزیع سه نوع جریان حضور دارند:
1. جریان کالا از سوی تولیدکننده به سوی مصرف‌کننده
2. جریان مالی (و پول) از مصرف‌کننده به سوی تولیدکننده
3. جریان اطلاعات به صورت دو سویه.

## انواع کانال‌های توزیع
کانال توزیع با توجه به این که در بر گیرنده کدام واسطه‌ها باشند، می‌تواند یکی از چهار حالت زیر باشد:
- تولیدکننده- مصرف‌کننده: این نوع کانال ساده‌ترین و کوتاه‌ترین نوع کانال توزیع هست. به صورتی که تولیدکننده خودش و به صورت مستقیم محصولش را به مصرف‌کننده می‌فروشد. فروش خانه به خانه، فروش از طریق ارسال پیام، یا از طریق فروشگاه‌هایی که مستقیماً توسط تولیدکننده اداره می‌شوند، همگی فروش مستقیم هستند؛ و در این دسته قرار می‌گیرند.
- تولیدکننده- خرده فروش- مصرف‌کننده: این نوع کانال توزیع نسبت به حالت قبلی یک واسطه جدید به اسم خرده فروش دارد که می‌تواند فروشگاه‌های زنجیره‌ای باشند. این نوع کانال دیگر تولیدکننده درگیر مستقیم فروش نیست و فشار این کار را از دوش خود برداشته است. در عوض می‌تواند از بیرون روی فرایند توزیع نظارت داشته باشد.
- تولیدکننده- عمده فروش- خرده فروش- مصرف‌کننده: این نوع کانال متداول‌ترین نوع کانال توزیع هست که در آن دو واسطه به نام خرده فروش و عمده فروش بین مصرف‌کننده و تولیدکننده حضور دارند. این نوع کانال توزیع برای تولیدکنندگانی مناسب است که قدرت مالی کم و رنج محصولات محدودتری دارند. (آن‌ها که این شرایط را ندارند معمولاً با یکپارچگی عمودی یک پله در زنجیره تأمین به پایین حرکت می‌کنند و وظیفه عمده فروش را به عهده می‌گیرند) یا به خدمات تخصصی یا پیشنهادهای ترفیعی عمده فروش نیازمندند.
- تولیدکننده – عامل- عمده فروش- خرده فروش- مصرف‌کننده: این نوع کانال توزیع طولانی‌ترین نوع کانال است که در آن سه واسطه درگیر هستند؛ و برای توزیع‌های گسترده‌تر با تنوع محصولات و حضور در بازارهای گوناگون مناسب است.

## ملاحظات
در حالت کلی هیچ کانالی منحصراً خوب نیست و انواع مختلف کانال‌ها برای شرایط مختلف در نظر گرفته می‌شوند.

### ملاحظات محصول
- محصولاتی که ارزش ریالی پایین‌تری دارند و برای کاربردهای معمولی تری استفاده می‌شوند، بیشتر توسط واسطه‌ها به فروش می‌روند در حالی که کالاهایی که گران‌تر هستند یا کالاهای صنعتی مستقیماً توسط تولیدکننده به فروش می‌رسند.
- کالاهای با ماندگاری کم یا کالاهایی که از مد می‌افتند، و همین‌طور کالاهای سنگین و با حجم بزرگ (فله) معمولاً از کانال‌های توزیع کوتاه تری بهره می‌برند تا هزینه توزیع کمتری داشته باشند.
- کالاهای صنعتی که که نیازمند نمایش، نصب، و خدمات پس از فروش هستند، معمولاً به صورت مستقیم به مصرف‌کنندگان فروخته می‌شوند. در حالی که محصولات مصرفی که ماهیت فنی دارند، از طریق خرده فروش‌ها فروش می‌روند.
- تولیدکنندگانی که طیف گسترده‌ای از محصولات را تولید می‌کنند، احتمالاً به صرفه می‌دانند که فروشگاه‌های خرده فروشی خودشان را راه اندازی کنند و به صورت مستقیم به مصرف‌کنندگان فروش داشته باشند. در حالی که تولیدکنندگان با رنج تولید محدودتر به سراغ واسطه‌ها بروند.
- محصول جدید نیازمند تلاش‌های ترفیعی بیشتری در مراحل اولیه است و بنابراین استفاده از فروش مستقیم یا با واسطه‌های کمتر برای آن استفاده می‌شود.

### ملاحظات بازار
- اگر بازار شامل خریداران صنعتی باشد، از واسطه‌ها استفاده نمی‌شود، چرا که خریدار صنعتی در مقیاس‌های بزرگتری خرید می‌کند؛ و برعکس برای خریداران خانگی، از واسطه‌ها استفاده می‌شود.
- در شرایطی که تعداد خریداران کم باشد یا بازار به لحاظ جغرافیایی محدود باشد، از کانال کوتاه تری استفاده می‌شود.
- همچنین برای مشتریانی که اندازه‌های سفارش بزرگی دارند، از کانال توزیع مستقیم و کوتاه تری استفاده می‌شود.[۴]

### انواع پخش
- پخش سرد: در مرحله اول فردی به عنوان ویزیتور به فروشگاه سر می‌زند و با ابزار خود (ویزیت سنتی که از کاغذ و قلم برای یادداشت و از کاتالوگ کاغذی برای معرفی محصولات استفاده می‌شود یا ویزیت مدرن که از تبلت و نرم‌افزار مخصوص ویزیت استفاده می‌شود) شروع به ویزیت و سفارش گیری می‌کند. سپس پس از ارسال درخواست به شرکت پخش مأمور توزیع سفارش فروشگاه را تحویل می‌دهد. (در اینجا مأمور توزیع نیز می‌تواند با داشتن تبلت و نرم‌افزار مخصوص توزیع ریز کالاها را تحویل و تسویه را وارد کرده و از مشتری امضا بگیرد)
- پخش گرم: در این نوع پخش مأمور توزیع و ویزیتور یک نفر می‌باشد به این شکل که ویزیتور محصولات را در خودرو خود می‌گذارد سپس با سر زدن به فروشگاه‌ها با ابزار خود (ویزیت سنتی که از کاغذ و قلم برای یادداشت و از کاتالوگ کاغذی برای معرفی محصولات استفاده می‌شود یا ویزیت مدرن که از تبلت و نرم‌افزار مخصوص ویزیت استفاده می‌شود) شروع به ویزیت و سفارش گیری می‌کند. پس از ثبت سفارش محصولات مورد نیاز فروشگاه را در همان لحظه به فروشگاه تحویل می‌دهد. در صورت ویزیت مدرن ویزیتور می‌تواند با داشتن چاپگر کمری فاکتور مشتری را در همان لحظه پرینت کرده و تحویل دهد. [نیازمند منبع]

بهترین راه استفاده بهینه از قابلیت های صنعت پخش و فروش مویرگی ، استفاده از یک نرم افزار پخش مویرگی است.این نرم افزار  تاثیر چشمگیری در صنعت پخش و فروش مویرگی دارد. این نرم‌افزارها با اتوماسیون و بهینه‌سازی فرآیندهای پخش، از جمله مدیریت دقیق سفارش ها، موجودی، مسیرها و ناوگان حمل‌ونقل، باعث کاهش هزینه‌ها و افزایش سرعت تحویل کالا می‌شوند. به‌علاوه، با ارائه گزارش‌های جامع و تحلیل‌های دقیق، شرکت‌ها می‌توانند تصمیم های بهتری بگیرند و استراتژی‌های موثرتری اتخاذ کنند. نتیجه این فعالیت ها، افزایش بهره‌وری، بهبود رضایت مشتریان و رقابت‌پذیری بالاتر در بازار است، که همگی به رشد و توسعه کسب‌وکارها کمک می‌کنند.